# 王雅 (東晋)
王 雅（おう が、咸和9年（334年）- 隆安4年8月9日（400年9月13日））は、中国東晋の官僚・政治家。字は茂達。本貫は東海郡郯県。

## 経歴
大鴻臚の王景（王粛の子の王隆の子）の子として生まれた。若くして名を知られ、州に召されて主簿となり、秀才に挙げられた。郎中に任じられ、永興県令として出向した。尚書左丞・尚書右丞・廷尉・侍中・左衛将軍・丹陽尹を歴任し、太子左衛率を兼ねた。孝武帝に礼遇され、外任にあっても、たびたび謁見を受け、朝廷の大事の議論には多く参与した。太元20年（395年）、太子少傅となった。後に領軍将軍・尚書・散騎常侍に転じた。
太元21年（396年）に孝武帝が崩ずると、王雅は突然に失脚した。安帝のもとで、司馬道子や王国宝が専権をふるい、これに対して北府の王恭や西府の殷仲堪らが反抗して、東晋は混乱に陥ったが、王雅はこの争いに関与せず、沈黙を守った。隆安2年（398年）11月、尚書左僕射として再起した。隆安4年（400年）6月、尚書右僕射に転じた。同年8月、死去した。享年は67。光禄大夫・儀同三司の位を追贈された。

## 逸話
- 孝武帝が酒宴を召集したときは、いつも王雅が来ないうちに先に盃を挙げようとはしなかった。王雅が孝武帝の尊重を受けるさまは、このようなものであった。
- 王雅の任遇はその才能に過ぎたものとみなされ、当時の人は王雅を孝武帝にへつらう小人物と見なした。
- 孝武帝は後宮に清暑殿を建て、北上閣を開いた。孝武帝が華林園に美人の張氏とともに遊びに出ると、王雅もこれに同行した。
- 王珣の子が結婚したのを祝うため、多くの賓客たちが王珣の邸にやってきた。このときたまたま王雅が少傅となったことから、賓客の半分以上は王雅のところに回って挨拶した。風俗の退廃を憂う人々は、少傅に王珣がつくことを望んでいたが、実際の任命が王雅に下ったため、人心が王雅に流れたものである。
- 王雅が少傅に任命されるにあたって、たまたま雨が降ったため、傘を差して入朝することを求めた。王珣がこれを許可しなかったため、王雅は雨に濡れながら任命を受けた。
- 孝武帝は司馬道子に国政を支える器量や才幹がないとみなし、自身の死後のことを心配して、王恭や殷仲堪らを藩屏として抜擢しようと、王雅に相談した。王雅は王恭らに大任を果たすことはできないとして反対した。しかし孝武帝は王雅の意見を聞き入れなかった。

## 子女
- 王準之（長男、散騎侍郎）
- 王協之（黄門）
- 王少卿（侍中）

## 伝記資料
- 『晋書』巻83 列伝第53